# Вртложне струје
Вртложне струје или Фукоове струје (по Леону Фукоу) настају индукцијом напона у проводнику када се магнетно поље око проводника мења. До промене магнетног поља долази када се проводник креће у константном магнетном пољу или када проводник мирује у променљивом магнетном пољу. Према Ленцовом закону вртложне струје својим постојањем производе магнетно поље које се супротставља оном магнетном пољу које их је изазвало.
У електроенергетици, односно производњи и преносу електричне енергије, често се користи гвожђе као језгро калема. Гвоздено језгро (соленоид) је потребно да би се добила што већа магнетна индукција, већи магнетни флукс и већа снага електромотора. Међутим, код језгра од пуног гвожђа, са навојима од бакарне жице, кроз које протиче наизменична струја, ствара се променљиви флукс и индукује се електромоторна сила и вртложна струја променљиве путање и смера. Ова струја загрева гвоздено језгро и при томе настају губици енергије. У раду електричних машина наизменичне струје вртложне струје су непожељне пошто повећавају топлотне губитке у феромагнетном материјалу. Да би се смањили губици услед вртложних струја, феромагнетни делови се не праве од пуног језгра, већ се користе изоловани гвоздени лимови, како би се испресецао пут вртложним струјама. Такође, да би смањиле вртложне струје, гвожђе се меша са ниским процентом силицијума. 
Постоје случајеви када је вртложна струја корисна. Помоћу вртложне струје се топи гвожђе, тако што се у керамичку посуду стављају комади гвожђа, а кроз навој око лонца се пропушта наизменична струја. Променљива струја ствара променљиво електромагнетно поље, што производи вртложне струје, које загревају и топе материјал у посуди. Овако истопљено гвожђе може да се лије у калупе. По истом принципу се топи и злато за зубе. Вртложние струје се користе за директно загревање проводног материјала код индукционе пећи.
Вртложне струје имају примену у изради вртложних кочница, код шинских возила, ролеркостера (енгл. roller coaster) и асинхроних машина. Користе се и за испитивање дефеката као што су напрслине, на материјалима, тако што се мери вртложна струја, која има прекиде у колико постоји дефект.

## Објашњење
Магнет индукује кружне електричне струје у металном листу који се креће кроз његово магнетно поље. Погледајте дијаграм десно. На њему је приказан метални лим (C) који се креће удесно испод стационарног магнета. Магнетно поље (B, зелене стрелице) северног пола магнета N пролазе кроз лист. Пошто се метал креће, магнетни флукс кроз дату површину лима се мења. У делу листа који се креће испод предње ивице магнета (лева страна) магнетно поље кроз дату тачку на листу расте како се приближава магнету, dB/dt > 0. Из Фарадејевог закона индукције, ово ствара кружно електрично поље у листу у смеру супротном од казаљке на сату око линија магнетног поља. Ово поље индукује ток електричне струје у супротном смеру казаљке на сату (I, црвено), у листу. Ово је вртложна струја. У делу листа испод задње ивице магнета (десна страна) магнетно поље кроз дату тачку на листу опада како се удаљава даље од магнета, dB/dt < 0, изазивајући другу вртложну струју у смеру казаљке на сату у листу.
Још један еквивалентан начин да се разуме струја је да се види да се слободни носиоци наелектрисања (електрони) у металном листу померају са лимом удесно, тако да магнетно поље врши бочну силу на њих због Лоренцове силе. Пошто је брзина v наелектрисања удесно, а магнетно поље B усмерено наниже, из правила десне шаке следи да је Лоренцова сила на позитивна наелектрисања F = q(v × B) према задњем делу дијаграма (лево када су окренути у правцу кретања v). Ово узрокује струју I према задњем делу магнета, која кружи около кроз делове листа изван магнетног поља, у смеру казаљке на сату удесно и супротно од казаљке на сату улево, поново до предњег дела магнета. Покретни носиоци наелектрисања у металу, електрони, заправо имају негативно наелектрисање (q < 0) тако да је њихово кретање супротно у смеру од приказане конвенционалне струје.
Магнетно поље магнета, делујући на електроне који се крећу бочно испод магнета, затим врши Лоренцову силу усмерену уназад, супротно брзини металног лима. Електрони, у судару са атомима металне решетке, преносе ову силу на плочу, вршећи силу отпора на плочу пропорционалну његовој брзини. Кинетичка енергија која се троши на превазилажење ове силе отпора се расипа као топлота струјама које теку услед отпора метала, тако да се метал загрева испод магнета.
Због Амперовог закона кола свака од кружних струја у листу ствара контрамагнетно поље (плаве стрелице). Још један начин да се разуме сила отпора је да се види да се због Ленцовог закона противпоља супротстављају промени магнетног поља кроз плочу. На предњој ивици магнета (лева страна) по правилу десне шаке струја у смеру супротном од казаљке на сату ствара магнетно поље усмерено нагоре, супротно пољу магнета, изазивајући одбојну силу између плоче и предње ивице магнета. Насупрот томе, на задњој ивици (десна страна), струја у смеру казаљке на сату изазива магнетно поље усмерено надоле, у истом смеру као и поље магнета, стварајући привлачну силу између плоче и задње ивице магнета. Обе ове силе супротстављају се кретању листа.

## Својства
Вртложне струје у проводницима отпорности различите од нуле стварају топлоту као и електромагнетне силе. Топлота се може користити за индукционо грејање. Електромагнетне силе се могу користити за левитацију, стварање покрета или за снажан ефекат кочења. Вртложне струје такође могу имати нежељене ефекте, на пример губитак снаге у трансформаторима. У овој примени, оне су минимизиране танким плочама, ламинацијом проводника или другим детаљима облика проводника.
Самоиндуковане вртложне струје су одговорне за површински ефекат у проводницима. Ово последње се може користити за недеструктивно испитивање геометријских карактеристика материјала, као што су микро-пукотине. Сличан ефекат је ефекат близине, који је узрокован екстерно индукованим вртложним струјама.